# Ärna, Eskilstuna

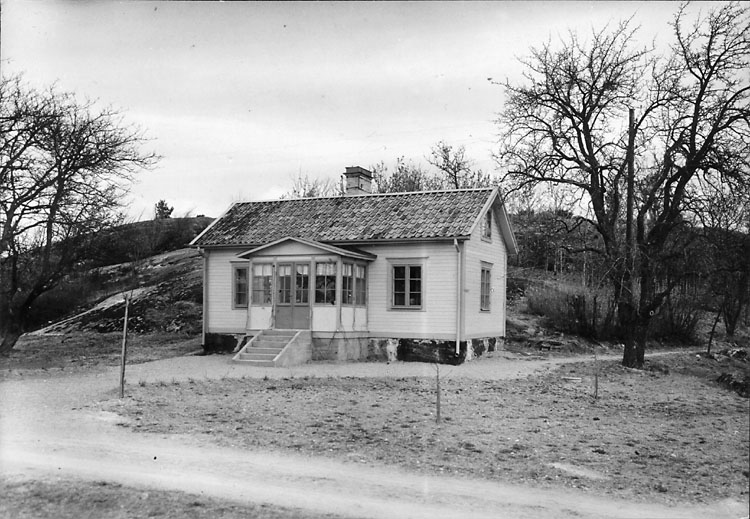
Villa på Ärnaberget, någon gång mellan 1914 och 1944.

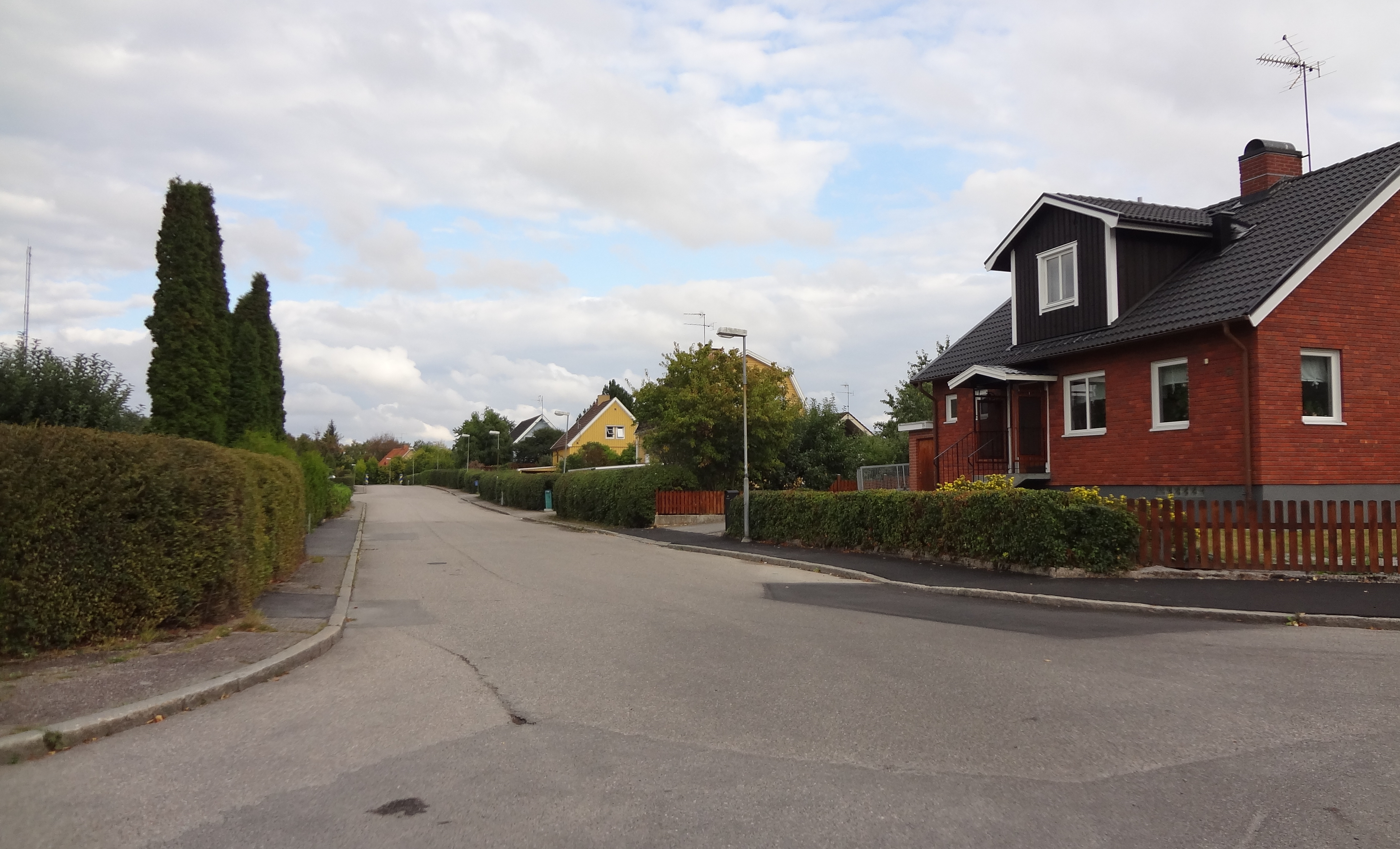
Villor längs Ärnavägen.

Ärna är en stadsdel i Eskilstuna, Eskilstuna kommun. Den ligger i norra delen av Slagsta och är i likhet med området Måsta betraktat som en del av Slagsta.
Fram till 1970 var Ärna en egen tätort men uppgick då i tätorten Eskilstuna.